# Simpson Harbour

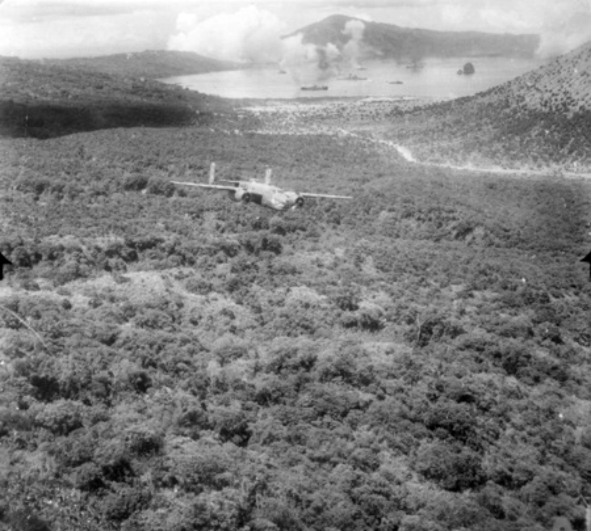
Bombardeiro da USAAF, B-25 Mitchell, em fevereiro de 1943, após bombardearem os navios japoneses em Simpson Harbour.

Simpson Harbour é uma abra de Blanche Bay, na península de Gazelle no extremo norte da Nova Bretanha. A abra recebeu o nome do Capitão Cortland Simpson que em 1872, se encontrava a inspecionar a baía, quando no comando do HMS Blanche. A abra faz parte de uma Caldeira vulcânica inundada, o Vulcão de Rabaul, a qual está cercada por uma série de vulcões.

## História
A Australian Naval and Military Expeditionary Force foi capturada em Rabaul durante a Primeira Guerra Mundial, após entrar em Simpson Harbour.
Durante a Segunda Grande Guerra, o Império do Japão fez uso da abra enquanto importante base militar naval. Cerca de 65 navios japoneses foram afundados no porto pelos ataques aéreos das forças aliadas.
A rendição da forças japonesas de Nova Guiné, Nova Bretanha e Ilhas Salomão teve lugar a 6 de setembro de 1945 numa cerimónia a bordo do porta-aviões HMS Glory (R62). Representando os japoneses estava o General Hitoshi Imamura, o Comandante do 8º Exército local e o almirante Jinichi Kusaka, comandante da Frota Aérea do Sudeste.

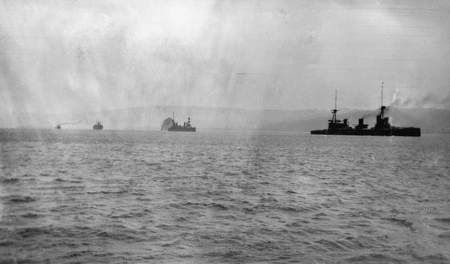
O esquadrão australiano a entrar em Simpson Harbour, Rabaul, em setembro de 1914
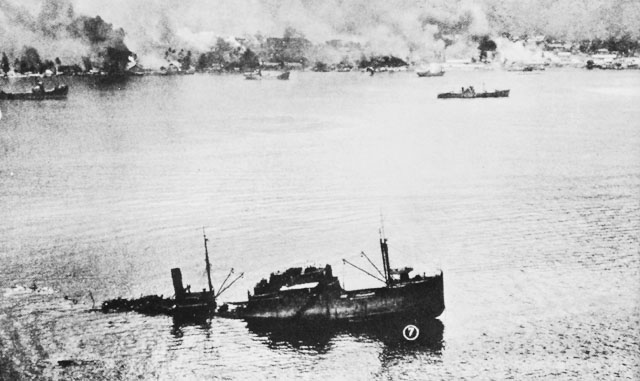
Navios de transporte japoneses afundados em Simpson Harbour em Rabaul (1943)
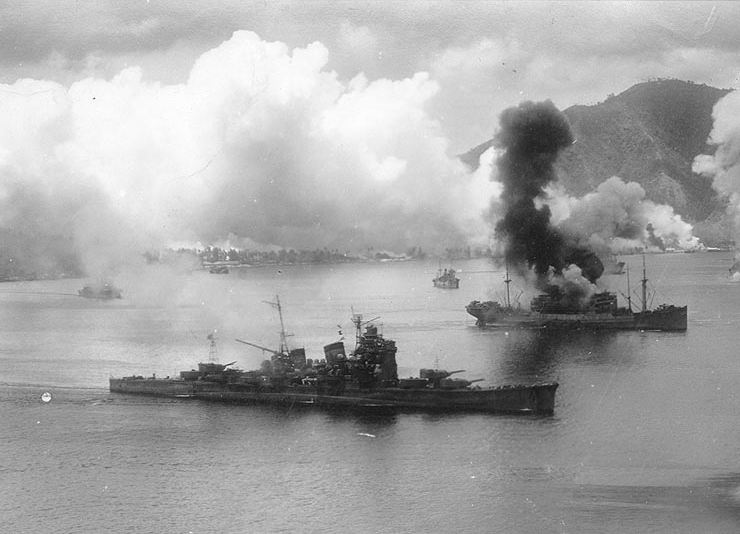
Aeronave dos USAAF ataca os navios japoneses, a 2 de novembro de 1943.
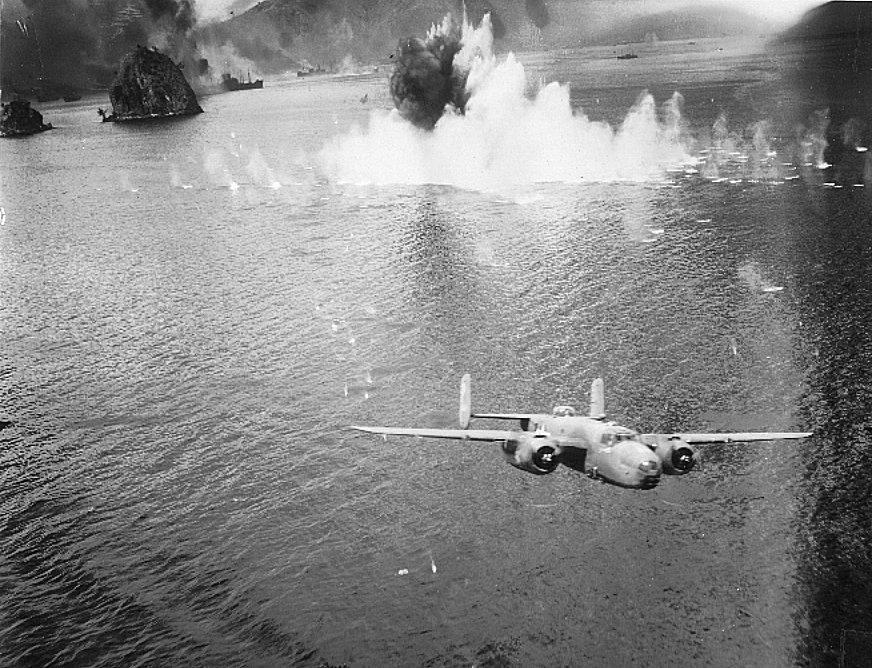
90th Bomb Squadron durante o Bombardeio de Rabaul a 2 de novembro de 1943 em Simpson Harbor.